# AV-8B (航空機)
AV-8B ハリアー II
- 用途：攻撃機・艦上攻撃機
- 分類：垂直/短距離離着陸機 (V/STOL機)
- 製造者：マクドネル・ダグラス（現ボーイング）社
- 運用者
  -  アメリカ合衆国（アメリカ海兵隊）
  -  スペイン（スペイン海軍）
  -  イタリア（イタリア海軍）
- 初飛行：1978年11月9日（YAV-8B）
- 生産数：337機
- 運用開始：

  - 1985年1月12日（AV-8B）
  - 1993年6月（AV-8B+）
- 運用状況：現役
- ユニットコスト：3,000-3,500万ドル（AV-8B+; 1997年）
- 原型機：ホーカー・シドレー ハリアー
- 派生型：BAe ハリアー II

AV-8B ハリアー II（英語: AV-8B Harrier II）は、マクドネル・ダグラス（現ボーイング）社が主体となって開発した垂直/短距離離着陸機。ホーカー・シドレー（HSA; 現BAEシステムズ）が開発したハリアーをもとにした発展型であり、アメリカ海兵隊で攻撃機として採用されたほか、スペイン海軍やイタリア海軍では艦上攻撃機として運用した。
またイギリスのブリティッシュ・エアロスペース（BAe）も、ほぼ同様の設計で細部のみを改訂した機体（BAe ハリアー II）を生産し、イギリス空軍の攻撃機として採用された。

## 開発までの経緯
イギリスにおいて、世界初の実用垂直離着陸機としてホーカー・シドレー ハリアーが開発されると、アメリカ海兵隊は直ちに興味を示し、これをAV-8Aとして制式採用して、1970年度より調達を開始した。この導入にあたって、下院軍事委員会はアメリカ国内で製造することを条件としており、マクドネル・ダグラス社（MDC）が製造権を取得したものの、同社のセントルイス工場に生産ラインを設置する場合、治具の移転とライン設置に2億4,000万ドルの費用がかかる上に機体の完成が1年遅れることが判明し、アメリカでの生産計画は放棄されて、AV-8Aは全機がイギリスで生産された。
このような経緯から、MDCはハリアーの製造権を取得しつつ行使しない状態だったこともあって、HSAと共同でハリアー後継機に関する研究に着手した。これは航続距離・ペイロードがAV-8Aの倍となることからAV-16「アドヴァンストハリアー」と称されており、胴体を2フィート延長するとともに翼型を超臨界翼とし、エンジンを推力24,500重量ポンド (109 kN)のペガサス15に変更する計画で、またペガサスがプレナムチャンバー・バーニング（PCB）に対応すれば超音速も発揮可能と期待されていた。1973年度ではアメリカから研究資金も割り当られたものの、結局、研究開発は不首尾に終わった。
その後、HSAとMDCはそれぞれ独自にハリアー後継機に関する研究を継続したが、このうちMDCの案によって開発されたのがAV-8B「ハリアーII」であった。1976年7月27日にはアメリカ国防総省によって開発が最終的に承認され、1978年11月9日には、既存のAV-8Aを改修した試作機であるYAV-8B初号機（#158394）が初飛行を行った。また1979年2月17日には、同じくAV-8Aを改修したYAV-8B 2番機（#158395）が試験に加わった。これに続いて、1979年度では量産機に準じた仕様の全規模開発機（FSD）4機の制作予算が認可されており、その初号機は1981年11月5日に初飛行した。これらの機体は海軍の第5航空開発飛行隊 (VX-5) に配備されて、1982年夏より運用試験・評価に供された。

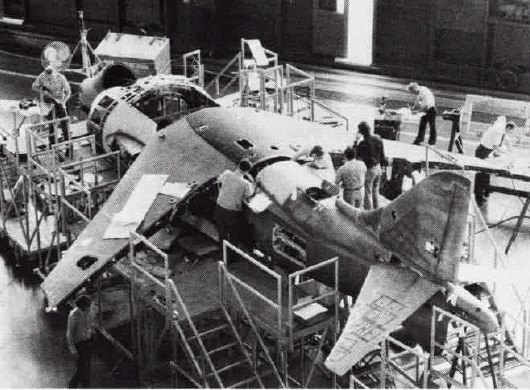
AV-8Aから改修されるYAV-8B
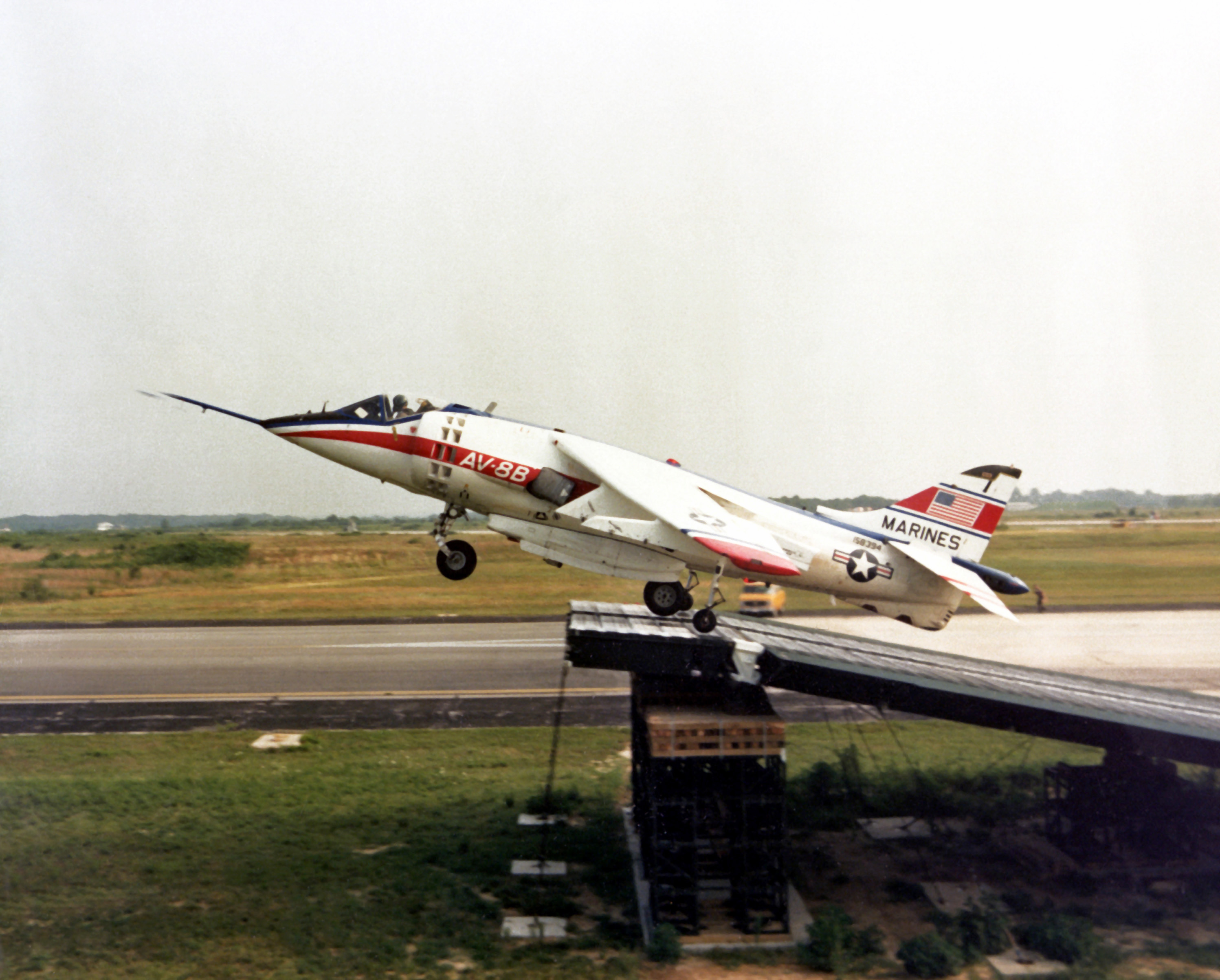
パタクセント・リバー海軍航空基地で試験を行うYAV-8B

## 設計

### 機体構造

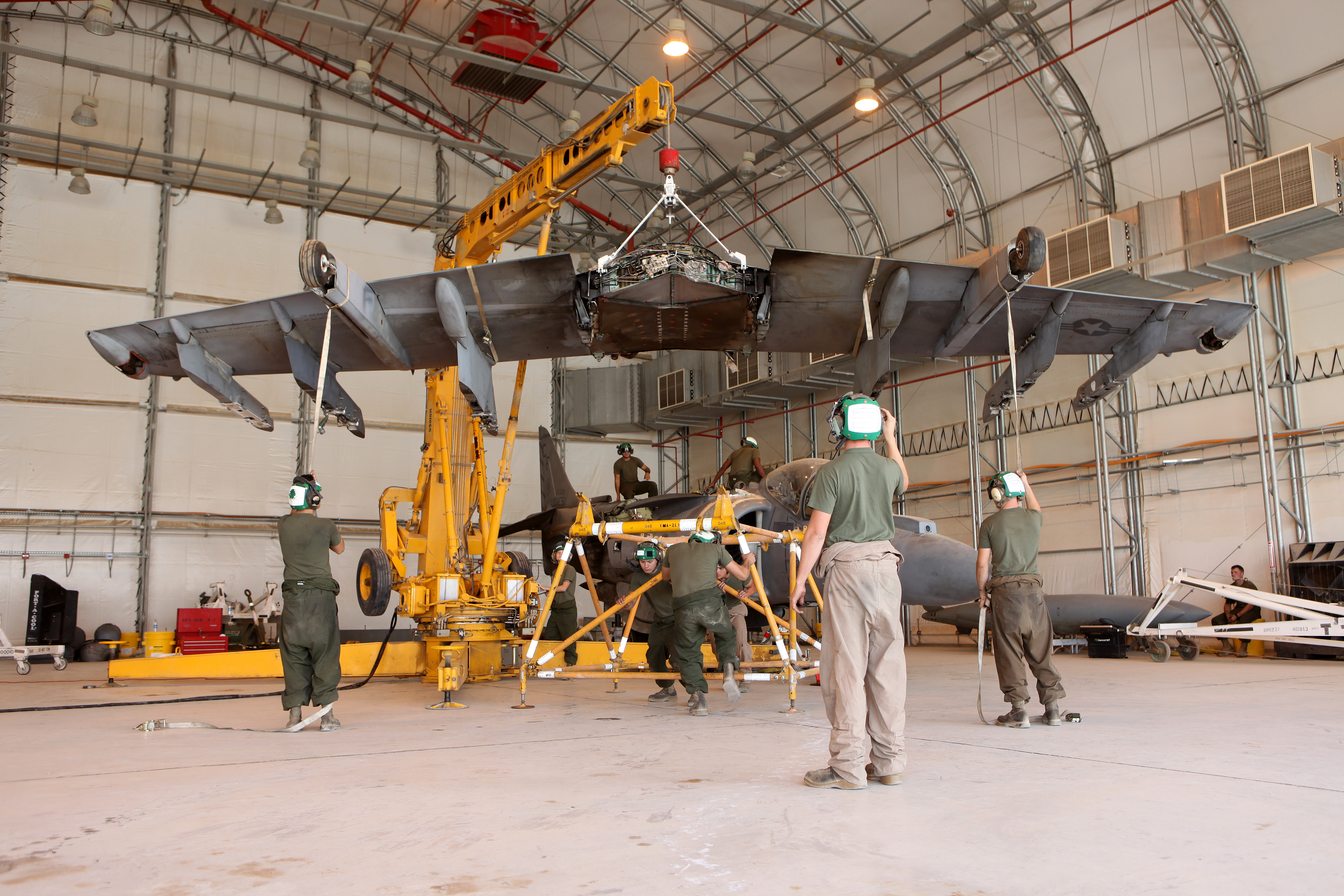
整備中のAV-8Bから取り外された主翼部

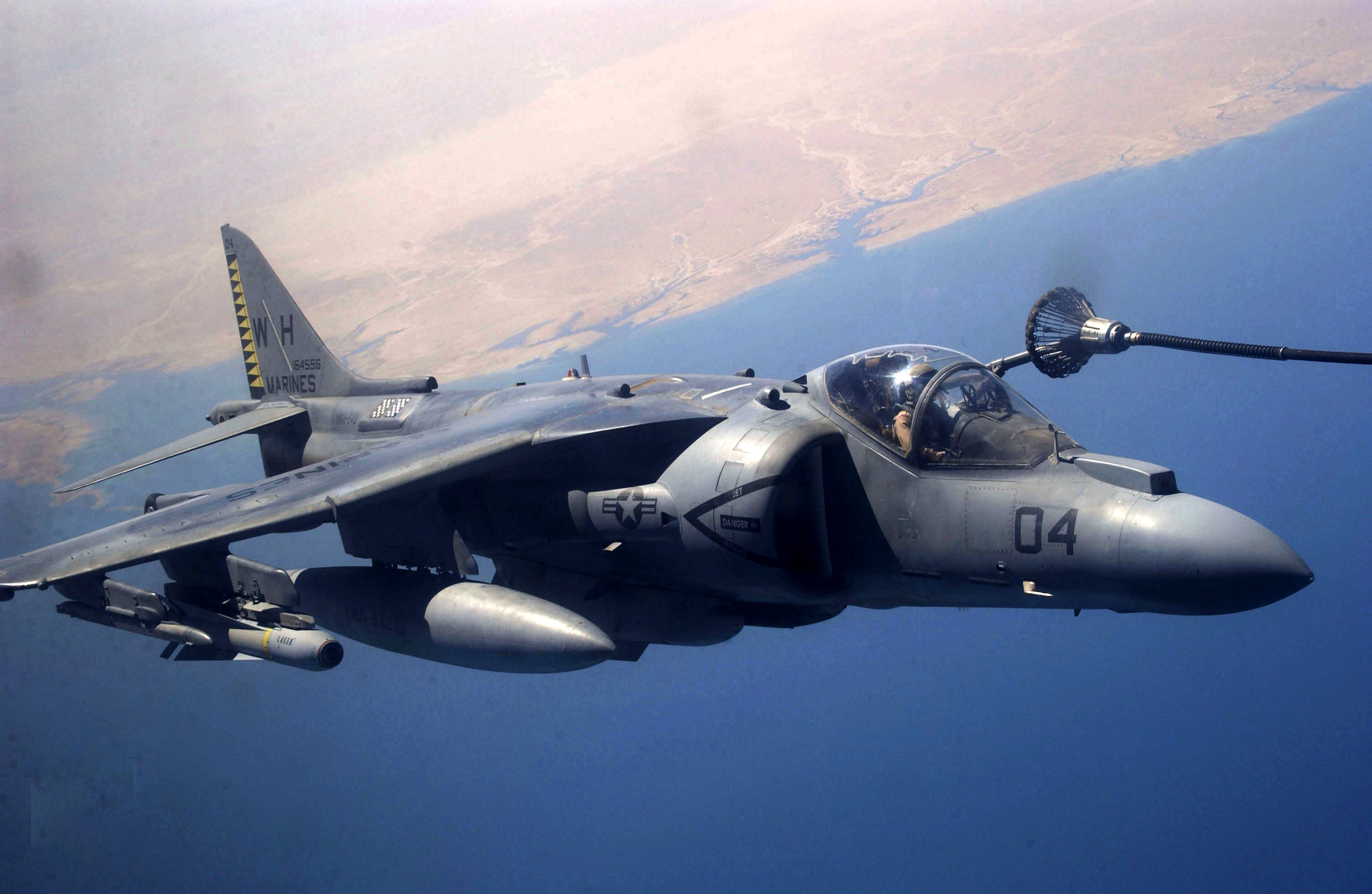
空中給油を受けるハリアー II

上記の経緯より、本機はハリアーの発展型として開発されており、基本的な機体形状はほぼ同様であるが、構造重量の26パーセントを複合材料とすることで、合計約500ポンド (230 kg)の重量軽減を達成した。複合材料としては、翼などではエポキシ樹脂を母材とした炭素繊維強化プラスチック（CFRP）が用いられているが、これは耐熱性が乏しいという欠点があり、エンジン付近の胴体などではビスマレイミド樹脂を母材としている。
主翼は複合材料で作られた最大の部位であり、翼幅を5フィート延長して翼面積を2.69平方メートル拡大したにも関わらず、重量は300ポンド (140 kg)減少した。主翼翼幅の延長に伴って、両側の下にハードポイントが追加されたほか、アウトリガー降着装置は内側に移動した。前縁・翼端・ファスナーを除いて全てエポキシ系CFRP製であり、特に主翼上面・下面は全幅28フィート (8.5 m)のワンピース構造となっている。水平尾翼も部分的にアルミニウム合金・チタン合金を使用するほかはエポキシ系CFRP製である。
空気力学的特性の大きな変更点としては、遷音速域における抵抗減少を狙って、主翼の翼型を超臨界翼 (Supercritical airfoil) に変更した点がある。後退翼の角度も40度から36度に減少した。またフラップの増積によって離着陸性能が向上し、AV-8Aでは96ノットで揚力を失ったのに対してAV-8Bでは42ノットまで揚力を維持できるようになったほか、エルロンも増積されて、運動性能も向上した。更にAV-8B量産機では、主翼付け根前縁に延長部（Leading Edge Root Extensions: LERX）が装着された。これはイギリス空軍がハリアーGR.3の旋回速度改善のために開発したもので、AV-8Bでは、当初は片側翼面積0.45平方メートルを追加する「65％バージョン」、ナイトアタック仕様では0.70平方メートルを追加する「100％バージョン」が装着された。
胴体下部両側にはLIDs（Lift Improvement Devices）が装着された。これはAV-8Aが装着していた胴体下面両側の細いストレーキを大きく拡張したフェンスであり、下方に向けられたジェット噴流が地表や甲板に反射して吹き上がってきたものを胴体底面で捉えることで、垂直揚力を増強するための工夫である。なおガンポッドを搭載する場合にはLIDSは取り外され、ポッド自体がその代用となる。ただしLIDSは開閉式であるため、ガンポッド未装着でLIDSのフェンスが閉じられた状態では、AV-8Aと見分けるのは難しくなる。なおエンジンの吸気を改善するためエアインテークが拡大されたほか、ラム圧が期待できないVTOL時の大出力に備えて、AV-8Aでは1列だった補助エアインテークをYAV-8Bでは2列に増やしたものの、量産型では1列に戻された。
コックピットにおいては、YAV-8BではAV-8Aの風防をそのまま流用したが、AV-8BではAV-8Aと比してパイロットの視線が10.5インチ (0.27 m)高くなる位置に座席を配置するとともに、前方の風防も後方のキャノピーもそれぞれ一体のものとして、後方を含めて広い視野を確保した。AV-8Bで射出座席として採用されたSJU-4/Aは、ゼロ高度・ゼロ速度で脱出可能であるだけでなく、ホバリングに近い状態での脱出も考慮して、座席が機体から離れた段階で前進用ロケットに点火して前進速度を加え、パラシュート開傘時間・空間を確保するようにしている。

### 動力系統
エンジンは、AV-8Aではペガサス11の米海兵隊版であるF402-RR-401を搭載していたのに対し、AV-8Bではペガサス11-21の米海兵隊版であるF402-RR-406に換装されたものの、これによるパワーアップは3パーセントにも満たなかった。また上記の主翼面積増大に伴う空力抵抗の増加もあって、機体の軽量化が図られたにもかかわらず、水平最大速度はおおむね40ノットの低下となった。また脚上げ・フラップ上げ状態での最大許容速度は、AV-8Aではマッハ1.2だったのに対し、AV-8Bではマッハ1.0となり、例え急降下でも超音速で敵機を追尾することは許されない亜音速機となった。
ロールス・ロイス社では、再設計したファンを組み込むなどしたペガサスの全面的な改良型としてペガサス11-61を開発しており、推力を22,000重量ポンド (98 kN)から23,800重量ポンド (106 kN)に強化したほか、信頼性も向上していた。米海兵隊はこれをF402-RR-408として採用、1987年7月には購入契約を締結し、NA仕様の27機目（163873号機）より搭載を開始した。ただし搭載開始直後にエンジントラブルが発生したために1991年には-408装備機を飛行中止としたのち、暫定的に-406Aに換装して飛行再開とする措置がとられたが、後にはエンジンの改修によって-408の搭載が再開され、既存の-406搭載機も-408に換装された。
なお主翼燃料容量の増加に伴って、機内燃料搭載量は、AV-8A/Cと比して50パーセント増の7,759ポンド (3,519 kg)となった。

## 装備

### 電装

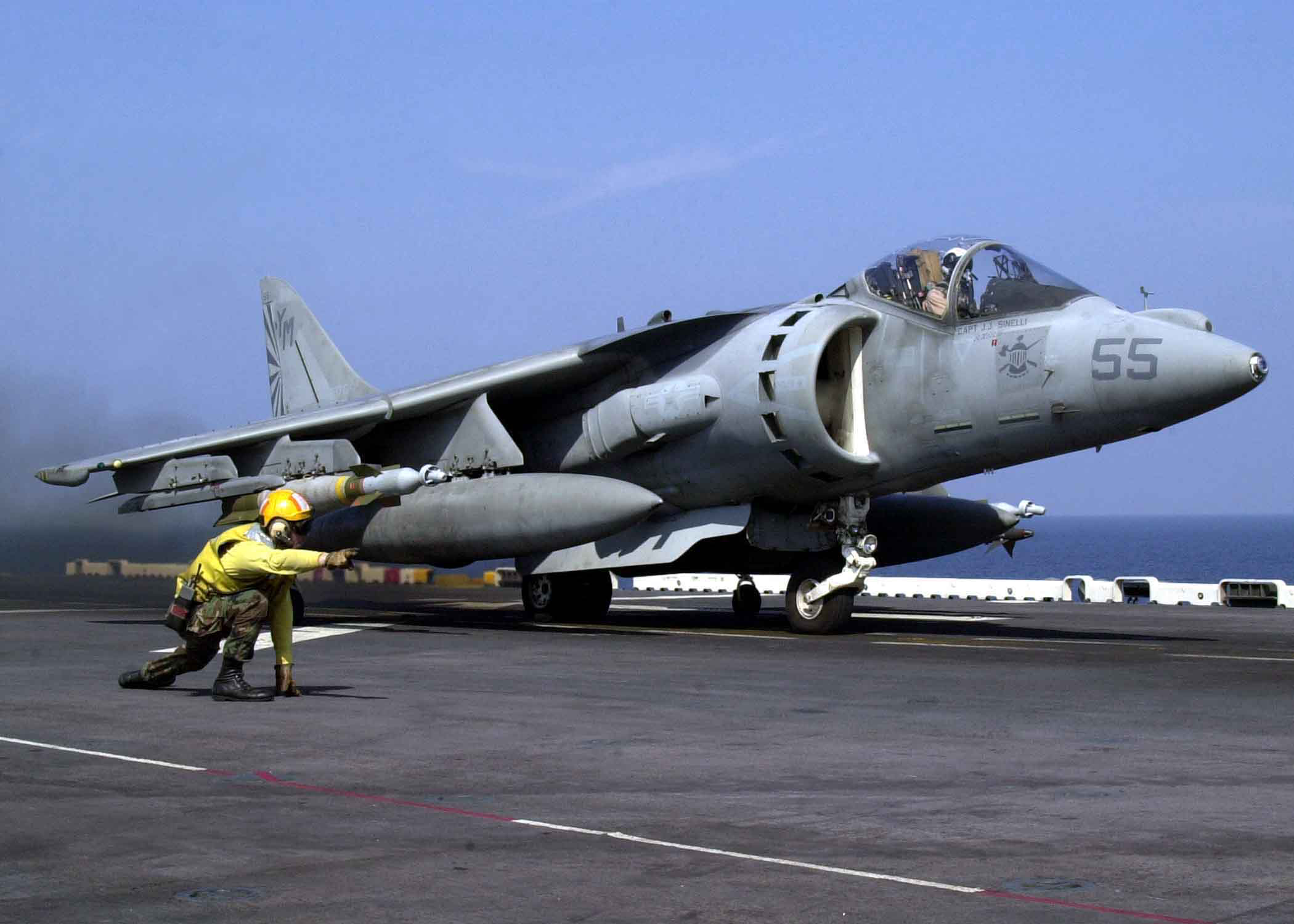
アメリカ海兵隊のAV-8B（ナイトアタック型）

アビオニクスにおける最大の変更点は、AN/AYK-14電子計算機を搭載するとともに、これを含む各種の電子機器をMIL-STD-1553Bデータバスで連接した点である。2002年よりOSCAR（Open Systems Core Avionics Requirement）計画による商用オフザシェルフ（COTS）化や能力向上が図られている。
火器管制システム（FCS）として、初期生産型162機はA-4Mと同様のAN/ASB-19 ARBS（Angle Rate Bombing System: 角速度爆撃システム）を搭載した。これはその名の通りの爆撃照準器として用いられるほか、空対空戦闘でも、空中目標を光学的に捕捉・追尾可能である。ただし視野が狭いほか、可視光線を用いるために基本的には昼間のみの運用となるという制約があった。
その後、遠赤外線（熱赤外線）を用いた熱線映像装置（AN/AAR-51 FLIR）を搭載するとともに、AN/AVS-9暗視ゴーグル（NVG）の使用にも対応して夜間攻撃能力を獲得したナイトアタック仕様（Night Attack: NA）も開発された。まず162966号機がNA仕様に改装されて1987年6月26日に初飛行したのち、1989年7月8日に初飛行した163853号機以降はこちらの仕様で生産されるようになった。NA仕様機は1989年度から1991年度にかけて66機が発注されたが、1991年度分の途中から生産はAV-8B+仕様に切り替えられたため、生産数は65機となった。
AV-8B+はレーダーハリアーとも通称されるとおり火器管制レーダーを搭載したもので、ARBSを撤去して機首を43センチ延長し、AN/APG-65(V)2を搭載している。このAN/APG-65(V)2の多くは、F/A-18C/Dの火器管制レーダーをAN/APG-73に換装する際に撤去されたものをオーバーホールするとともにアンテナを小型化したものであった。AV-8B+は輸出向けを含めて28機が新造されたほか、米海兵隊では、REMAN（Remanufacture）計画に基づき、既存の昼間攻撃機仕様の機体74機をAV-8B+仕様に改修した。
なおAV-8Bではソノブイの搭載・敷設にも対応しており、SUU-40/AまたはSUU-44/Aディスペンサーに各種ソノブイ4本を収容できた。これは揚陸艦部隊を援護し、その護衛艦の艦載ヘリコプターを補完してバリアーを構築するためのもので、音響信号処理はLAMPSヘリコプターや護衛艦が行う方式であったが、遠距離に敷設したソノブイの信号を中継するためのAN/ARQ-41ポッドをAV-8に装着する計画もあった。また陸上においても、橋頭堡に接近する敵地上部隊を探知するため、ADSID-V振動探知機を搭載・運用することができる。

### 兵装
空対地ミサイルとしてはAGM-65E/Fマーベリックが用いられた。また対レーダーミサイルとしては、AV-8AのAGM-45シュライクにかえてAGM-122 サイドアームが用いられた。誘導爆弾としてはレーザー誘導のペイブウェイI・IIが用いられていたほか、NA仕様機やAV-8B+については、OSCAR改修によってJDAMの運用能力が付与されている。またOSCAR改修ではハープーン空対艦ミサイルの運用能力も付与される予定だったが、予算不足でこれは断念された。なお、当初はAGM-65Fやレーザー誘導爆弾については地上部隊や他機によるレーザー目標指示が必要だったが、NA仕様機やAV-8B+で照準ポッド（AN/AAQ-28 ライトニング II）の搭載に対応したことで、自ら誘導も行えるようになった。
無誘導爆弾としてMk.81・82・83の搭載に対応するほか、各種のクラスター爆弾も搭載できる。湾岸戦争ではMk.20 ロックアイIIを多用して戦果を上げたものの、この時点では弾道コンピュータが同爆弾の高高度投下に対応しておらず、低空での投弾を余儀なくされ、このために損害を受けたこともあった。またMk.77 mod.2/4 焼夷弾も搭載できる。
空対空ミサイルとしては、AV-8AではAIM-9B/D/G/Hサイドワインダーを2発搭載していたのに対し、AV-8Bでは搭載ミサイルをAIM-9L/M/Xに更新したほか、ハードポイントの増設に伴って搭載数も4発に増加した。そしてAV-8B+では、視程外射程ミサイルであるAIM-120 AMRAAMの運用にも対応している。
航空機関砲としては、AV-8Aでは原型のハリアーGR.1/1Aと同様に30mm口径のADEN Mk.5を搭載していたのに対し、AV-8Bでは25mm口径のGAU-12が搭載された。着脱可能なガンポッド2基としての搭載であり、砲身は左舷側、弾薬は右舷側に収容して、胴体底面に密着したブリッジ構造で左右を繋いで給弾する構造となった。

## 諸元・性能
出典: 山内 2021; Lambert 1991, pp. 131–133; Polmar 2013, pp. 381–382
諸元
- 乗員: 1名 / 2名 (TAV-8B)
- 全長: 14.12 m / 14.55 m (AV-8B+) / 15.32 m (TAV-8B)
- 全高: 3.55 m
- 翼幅: 9.25 m
- 翼面積: 21.37 m2 (主翼)
- 空虚重量: 6,336 kg / 6,763 kg (AV-8B+) / 6,451 kg (TAV-8B)
- 最大離陸重量: 　

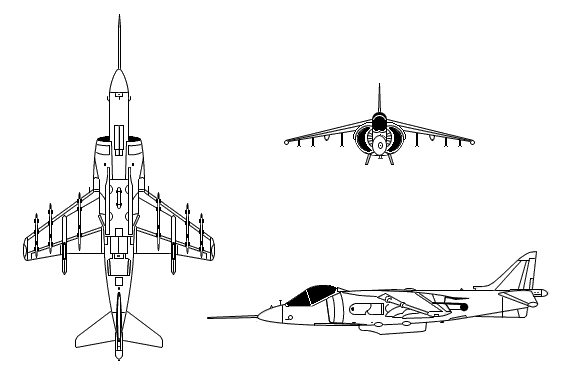
AV-8B三面図

  - VTO時: 8,702 kg / 9,413 kg (AV-8B+)
  - STO時: 14,061 kg / 14,515 kg (AV-8B+)
- 動力: F402-RR-406/408 ターボファンエンジン、　
  - -406: 22,000 lbf (98 kN)
  - -408: 23,800 lbf (106 kN)   ×

性能
- 最大速度: 1,065 km/h （575ノット）
- 戦闘行動半径: 941 km （508海里） ※Mk.82SE制動爆弾6発・300ガロン増槽2基・25mm機関砲搭載、Hi-Lo-Hiプロファイル時
- フェリー飛行時航続距離: 3,641 km （1,965海里） ※増槽4個搭載・中途投棄時
- 実用上昇限度: 15,240 m （50,000 ft）

武装
- 固定武装: GAU-12 25mm機関砲（300発）
- ハードポイント: 7ヶ所, 最大搭載量 5,986 kg
- アビオニクス: 　
  - AN/ASB-19 ARBS (AV-8B+以外)
  - AN/AAR-51 FLIR (NA仕様機)
  - AN/APG-65 火器管制レーダー (AV-8B+)

## 運用史

### アメリカ海兵隊

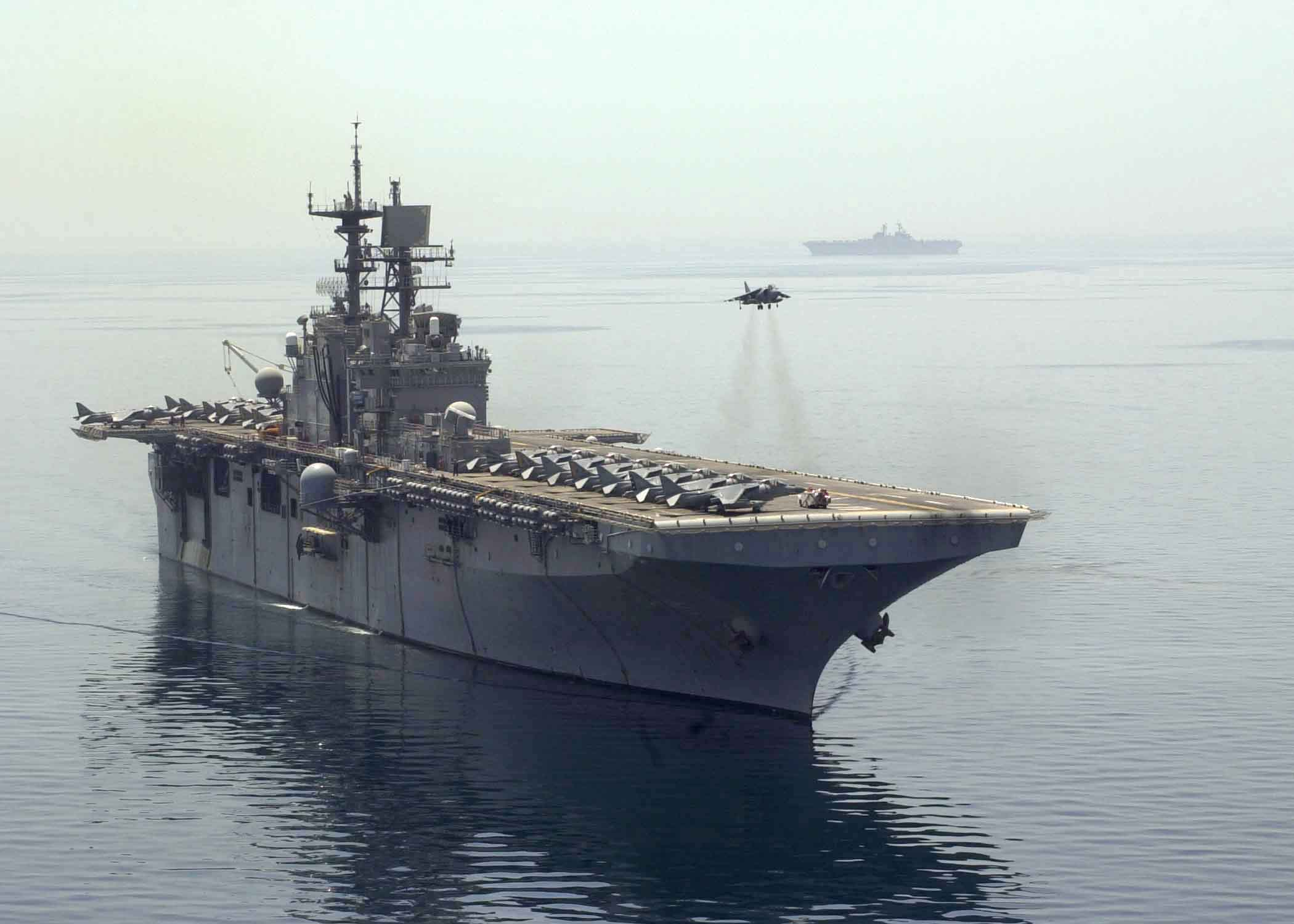
イラク戦争中、ハリアー空母として活動する「バターン」

1983年12月12日には訓練部隊 (VMAT-203) への配備が開始され、実施部隊のための要員育成が進められた。実戦部隊へのAV-8B配備の端緒となったのが第331海兵攻撃飛行隊 (VMA-331) で、A-4Mから機種転換して、1985年8月に初期作戦能力（IOC）を達成した。またAV-8Aを運用していた飛行隊からの機種転換も進められ、1990年までに、ユマ海兵隊航空基地の第13海兵航空群 (MAG-13) とチェリー・ポイント海兵隊航空基地の第14海兵航空群 (MAG-14) に4個ずつのAV-8B飛行隊が編成された。その後、1992年にVMA-331が解散して実戦飛行隊は7個となり、7個の海兵遠征部隊（MEU）にそれぞれ1個ずつの分遣隊を派遣する体制となった。
AV-8B初の実任務は、第1次リベリア内戦に伴って1990年3月に行われたシャープエッジ作戦であり、大使館員を輸送するヘリコプターを上空から援護したが、火力の使用はなかった。同年8月、イラクのクウェート侵攻に対して砂漠の盾作戦が発動されると、第一波としてVMA-311・542（各20機）がバーレーンに展開、特にVMA-311の20機のAV-8Bはタラワ級強襲揚陸艦「ナッソー」艦上に展開して「ハリアー空母」としての作戦行動を実施した。また第二波としてVMA-231の19機もサウジアラビアに展開したほか、VMA-513から派遣された6機を搭載した「タラワ」も到着した。これらの飛行隊は砂漠の盾作戦において計5,973ソーティ・7,080飛行時間を記録したのち、そのまま砂漠の嵐作戦に投入され、42日間の作戦で3,380ソーティ・4,112飛行時間を記録し、600万ポンドに及ぶ兵器を投射した。空戦は発生せず、作戦の後期には空対空ミサイルの搭載も行われなくなっていたが、対空兵器によって5機が被撃墜、他に2機が被弾している。
その後、1990年代を通じて、MEUとともに戦争以外の軍事作戦や低強度紛争に度々投入されたが、1998年にイラク飛行禁止空域で行われた砂漠の狐作戦や、コソボ紛争末期の1999年に行われたアライド・フォース作戦などを除いて、火力を使用する機会は少なかった。
2001年の不朽の自由作戦にあたり、10月初旬には「ペリリュー」両用即応群（ARG）がアラビア海に派遣されており、同艦艦上にはVMA-311から派遣されて15MEUに配属されたAV-8Bが展開していたが、同海域から発進してアフガニスタン上空で作戦を行うには空中給油機の支援が必須であり、そして開戦直後には空中給油機は空軍機の支援で手一杯だったことから、AV-8Bの戦闘加入は11月3日まで遅れることになった。その後、同年12月にカンダハール国際空港が制圧され、また2005年にヘルマンド州にキャンプ・バスティオンが設営されると、これらの現地拠点を利用した出撃も行われるようになった。2003年3月、対イラク武力行使（イラクの自由作戦）が開始された時点で2個のMEU/ARGがアラビア海に展開しており、また第1海兵遠征軍の地上戦加入に備えて順次に増強されていき、最終的に7隻の強襲揚陸艦と70機のAV-8Bが展開した。地上基地にも展開したが、特に「ボノム・リシャール」と「バターン」は24機ずつのAV-8Bを搭載して「ハリアー空母」として活動した。
しかしAV-8Bも老朽化・陳腐化が進んだことから、後継としてF-35Bが導入されることになり、2016年にはVMA-211がAV-8BからF-35Bへ機種転換して、2018年9月27日にはアフガニスタンにおいて初の実戦任務を成功させた。VMA-231「エース オブ スペード」とVMA-223「ブルドックス」の両飛行隊のみで運用している。海兵隊の計画では、2026年4月のVMA-231の機種転換をもって、AV-8Bの運用を終了することになっている。
2023-2024年の冬、紅海におけるイエメンのフーシ派の船舶攻撃を防ぐため、繁栄の守護者作戦に派遣される強襲揚陸艦USSバターン所属の米海兵隊AV-8Bがフーシ派無人機の迎撃に白羽の矢が立ち、2024年2月12日時点の報道で、パイロットのアール・エールハルト(Earl Ehrhart)大尉がすでに7機の無人機を撃墜したと語った。

### スペイン海軍

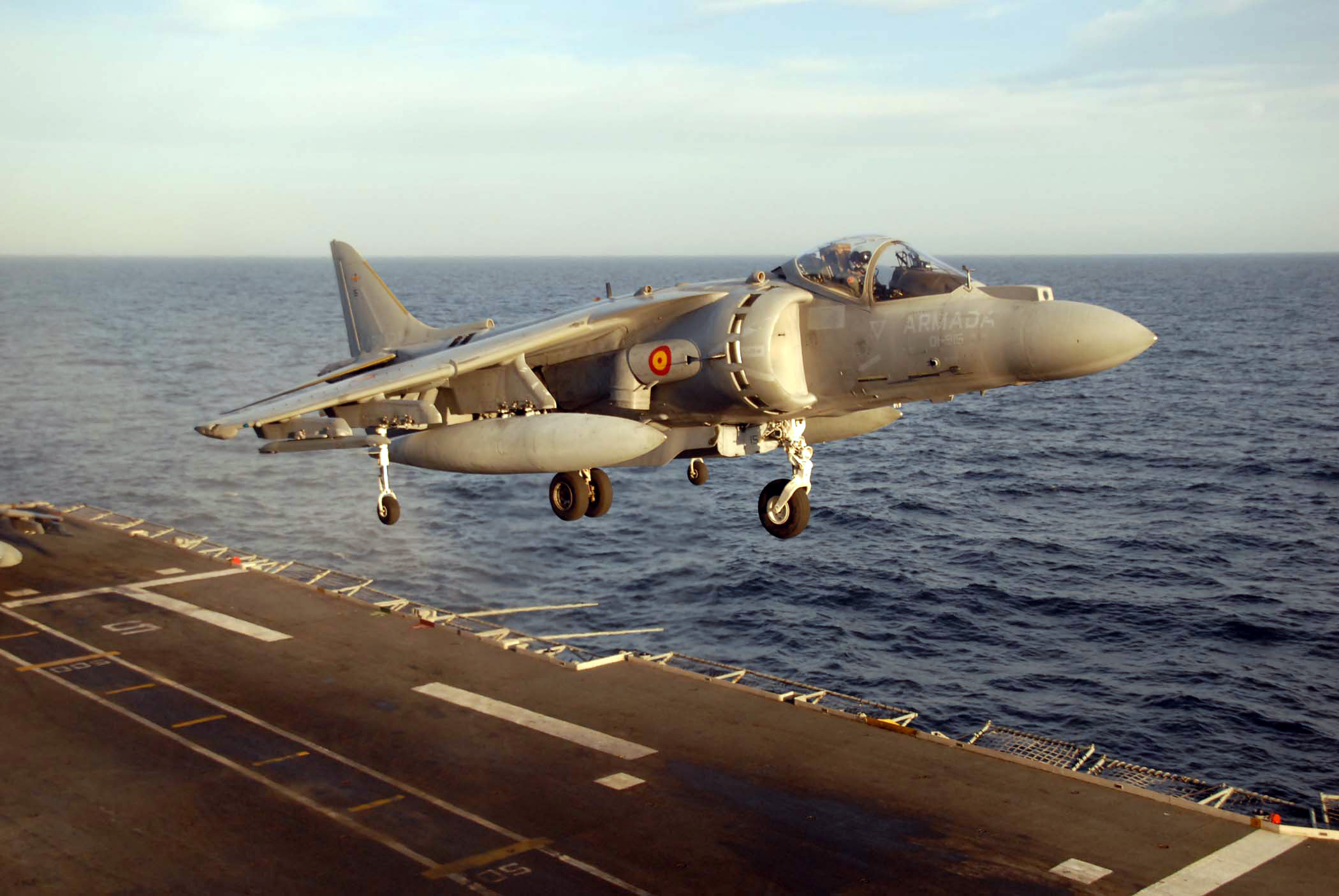
「プリンシペ・デ・アストゥリアス」に着艦するAV-8B+

スペイン海軍では、AV-8Aに準じた設計のAV-8Sおよび複座型TAV-8SをVA.1およびVAE.1として導入し、1976年より引き渡しを受けて第8飛行隊を編成して、軽空母「デダロ」の艦上攻撃機として運用していた。しかしAV-8Sの性能に必ずしも満足しておらず、2個めの飛行隊にはAV-8Bを配備することにして、1983年3月に12機を発注した。MDC側ではEAV-8B（複座型は米軍仕様と同じTAV-8B）、またスペイン海軍ではVA.2（複座型はVAE.2）と呼称しており、1987年10月6日より順次に引き渡されて、ロタ海軍基地に空輸された。
EAV-8Bの運用部隊として、ロタ基地を拠点とする第9飛行隊が編成されており、1988年9月より、「デダロ」およびその後継艦である「プリンシペ・デ・アストゥリアス」における試験運用に着手した。なお、スペイン海軍ではVA.1/VAE.1に「マタドール」の制式愛称を付したのに続いて、VA.2/VAE.2も「マタドールII」と称することにしたものの、いずれも部隊にも国民にも浸透せず、あまり使われなかった。
1993年にはAV-8B+ 8機を発注し、スペインのCASA社でノックダウン生産して、1996年1月から1997年7月にかけて納入され、第8飛行隊に配備された。また既存のEAV-8BをAV-8B+仕様に改修することも計画されたが、予算上の理由から改修されたのは5機に留まり、また3機が事故などで登録抹消され、残り4機はエンジンを-408に換装するなどのSNUG（Spanish Harrier Upgrade）改修を受けた。なお第8飛行隊は1997年に解散し、以後は第9飛行隊が唯一のハリアー飛行隊として活動している。

### イタリア海軍

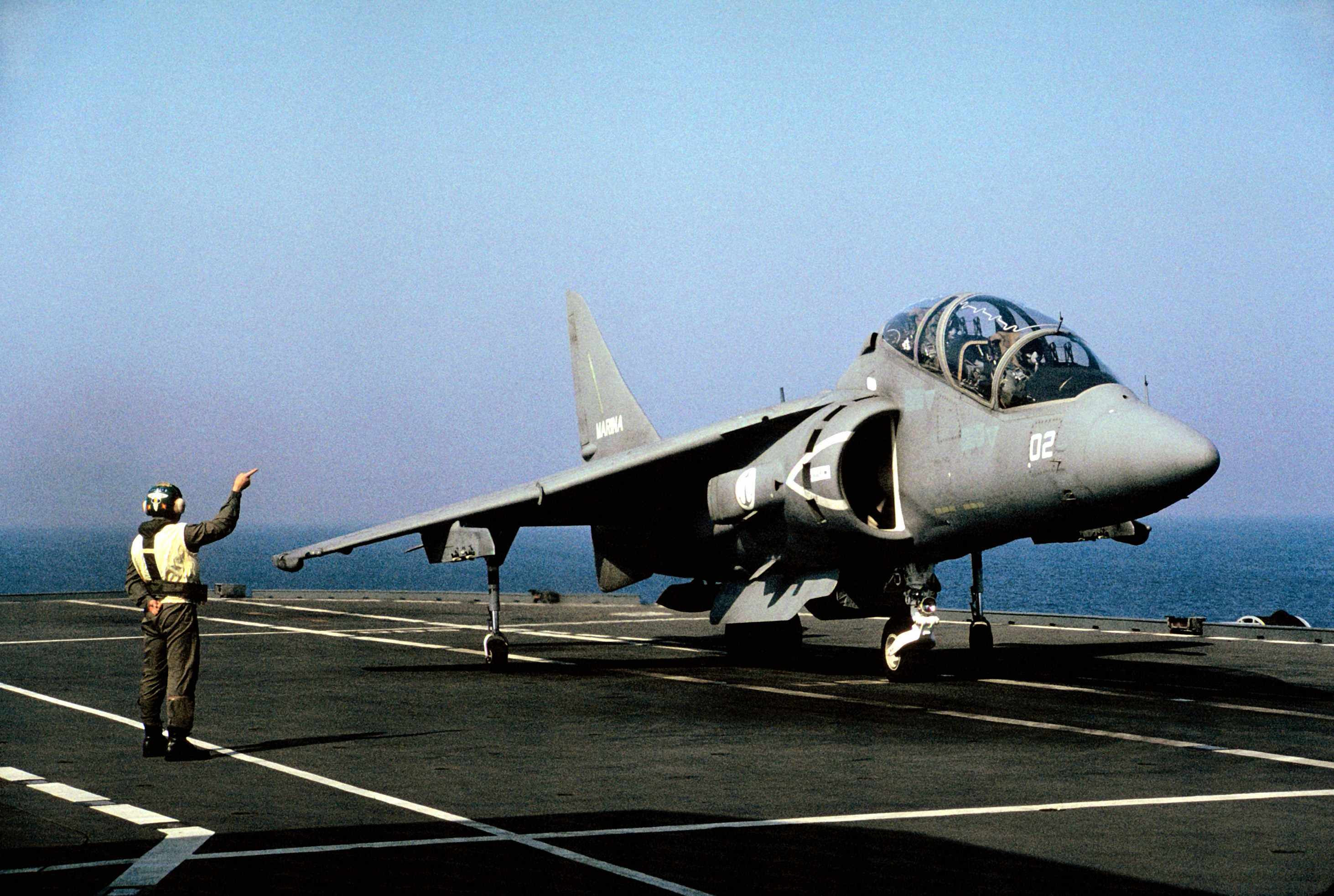
イタリア海軍のTAV-8B

イタリア海軍は、1937年の空軍法によって固定翼機の運用を禁止されていた分、艦載ヘリコプターの運用には積極的で、早くから航空運用能力を備えた艦を整備していた。1967年には、HSA社がイタリア海軍のヘリコプター巡洋艦「アンドレア・ドーリア」でハリアーの発着デモを行ったことに触発されて、ハリアーGR.50の購入契約を締結するに至ったものの、後に空軍法違反が指摘されて契約を破棄する騒ぎとなった。
しかしその後もイタリア海軍はハリアー導入の夢を捨てておらず、1980年代初頭に「ジュゼッペ・ガリバルディ」を建造する際には、全通飛行甲板を備えたヘリ空母とするとともに、「甲板への波浪の影響を避けるため」と称してスキージャンプ勾配も設置しており、1988年にはアメリカ海兵隊のAV-8Bおよびイギリス海軍のシーハリアーがクロスデッキを行って、固定翼V/STOL機の運用適合性を確認した。1987年にAV-8B+の開発計画が発表されるとこれにも関心を寄せ、開発推進の一助となった。
1989年2月に法律が改正されて、海軍が固定翼機を保有・運用できるようになると、5月にはTAV-8B練習機2機を発注するとともにアメリカ海兵隊に要員を派遣して、操縦訓練を開始した。1990年にはグロッターリエ基地において受け入れのための地上施設の建設に着手するとともに、AV-8B+ 16機を発注した。TAV-8B 2機は1991年8月に引き渡されたほか、AV-8B+もまず3機が1994年4月に引き渡されて、アメリカのチェリー・ポイント海兵隊航空基地においてイタリアから派遣された要員の訓練に供されたのち、11月に派米された「ジュゼッペ・ガリバルディ」に搭載されて回航され、12月にグロッターリエ基地に到着、第1遠征航空飛行隊を編成した。1995年1月には、早速、第二次国際連合ソマリア活動の撤退支援のために出撃し、初の実戦参加となった。このときには、3機のハリアーIIが上空警戒と武装偵察を実施して、良好な結果を残した。